# Baronía de Pujol del Planés
La baronía de Pujol del Planés es un título nobiliario español creado por la reina regente María Cristina de Habsburgo Lorena y concedido, en nombre del rey Alfonso XIII, a María del Consuelo Pía de Grassot de Cibat y Fuster el 8 de agosto de 1901 por real decreto y el 15 de febrero de 1902 por real despacho.
Su denominación hace referencia a la localidad española de Pujol de Planés, en la provincia de Barcelona, que en el siglo XIX se integró en el municipio de Viver i Serrateix.

## Nota
Este título hace más de cuarenta años que no ha sido solicitada su rehabilitación, por lo que, dada la legislación actual, está caducado. Actualmente es solo un título histórico.

## Barones de Pujol del Planés
|                           | Titular                                             | Periodo                   |
| Creación por Alfonso XIII | Creación por Alfonso XIII                           | Creación por Alfonso XIII |
| ------------------------- | --------------------------------------------------- | ------------------------- |
| I                         | María del Consuelo Pía de Grassot de Cibat y Fuster | 1902-¿?                   |

## Historia de los barones de Pujol del Planés
- María del Consuelo Pía de Grassot de Cibat y Fuster (Alguazas, 11 de julio de 1851), I baronesa de Pujol del Planés.

Casó el 18 de agosto de 1887, en Alguazas, con Pascual María Massá y Martínez, caballero gran cruz de la Orden de Isabel la Católica y mayordomo de semana del rey.